# Olympische Sommerspiele 1968/Teilnehmer (Irland)
| Gelbes Symbol für Goldmedaillen mit stilisierten Olympischen Ringen | Graues Symbol für Silbermedaillen mit stilisierten Olympischen Ringen | Braundes Symbol für Bronzemedaillen mit stilisierten Olympischen Ringen |
| ------------------------------------------------------------------- | --------------------------------------------------------------------- | ----------------------------------------------------------------------- |
| —                                                                   | —                                                                     | —                                                                       |

Irland nahm an den Olympischen Sommerspielen 1968 in Mexiko-Stadt mit einer Delegation von 31 Athleten (25 Männer und 6 Frauen) an 32 Wettkämpfen in sieben Sportarten teil. Ein Medaillengewinn gelang keinem der Athleten.

## Teilnehmer nach Sportarten

### Boxen
- Brendan McCarthy
Fliegengewicht: im Achtelfinale ausgeschieden

- Michael Dowling
Bantamgewicht: im Viertelfinale ausgeschieden

- Edward Tracey
Federgewicht: im Achtelfinale ausgeschieden

- Marty Quinn
Leichtgewicht: im Achtelfinale ausgeschieden

- James McCourt
Halbweltergewicht: in der 1. Runde ausgeschieden

- Eamonn McCusker
Halbmittelgewicht: in der 1. Runde ausgeschieden

### Fechten
Männer
- Fionbarr Farrell
Florett: in der 1. Runde ausgeschieden
Säbel: in der 1. Runde ausgeschieden
Florett Mannschaft: in der 1. Runde ausgeschieden
Degen Mannschaft: in der 1. Runde ausgeschieden
Säbel Mannschaft: in der 1. Runde ausgeschieden

- Michael Ryan
Florett: in der 1. Runde ausgeschieden
Degen: in der 1. Runde ausgeschieden
Florett Mannschaft: in der 1. Runde ausgeschieden
Degen Mannschaft: in der 1. Runde ausgeschieden
Säbel Mannschaft: in der 1. Runde ausgeschieden

- John Bouchier-Hayes
Florett: in der 1. Runde ausgeschieden
Säbel: in der 1. Runde ausgeschieden
Florett Mannschaft: in der 1. Runde ausgeschieden
Degen Mannschaft: in der 1. Runde ausgeschieden
Säbel Mannschaft: in der 1. Runde ausgeschieden

- Colm O’Brien
Degen: in der 1. Runde ausgeschieden
Säbel: in der 1. Runde ausgeschieden
Florett Mannschaft: in der 1. Runde ausgeschieden
Degen Mannschaft: in der 1. Runde ausgeschieden
Säbel Mannschaft: in der 1. Runde ausgeschieden

### Leichtathletik
Männer
- Noel Carroll
400 m: im Vorlauf ausgeschieden
800 m: im Vorlauf ausgeschieden

- Frank Murphy
1500 m: im Vorlauf ausgeschieden

- Patrick McMahon
Marathon: 12. Platz

- Michael Molloy
Marathon: 41. Platz

- John Kelly
50 km Gehen: Rennen nicht beendet

### Radsport
- Peter Doyle
Straßenrennen: Rennen nicht beendet

- Morris Foster
Straßenrennen: Rennen nicht beendet

- Liam Horner
Straßenrennen: Rennen nicht beendet

### Reiten
- Diana Connolly-Carew
Springreiten: ausgeschieden

- Ned Campion
Springreiten: ausgeschieden

- Diana Wilson
Vielseitigkeit: 26. Platz
Vielseitigkeit Mannschaft: ausgeschieden

- Juliet Jobling-Purser
Vielseitigkeit: 7. Platz
Vielseitigkeit Mannschaft: ausgeschieden

- Penelope Moreton
Vielseitigkeit: ausgeschieden
Vielseitigkeit Mannschaft: ausgeschieden

- Tommy Brennan
Vielseitigkeit: ausgeschieden
Vielseitigkeit Mannschaft: ausgeschieden

### Schießen
- Dermot Kelly
Trap: 47. Platz

- Gerry Brady
Skeet: 38. Platz

- Arthur McMahon
Skeet: 47. Platz

### Schwimmen
Männer
- Donnacha O’Dea
100 m Freistil: im Vorlauf ausgeschieden
100 m Schmetterling: im Vorlauf ausgeschieden
200 m Lagen: im Vorlauf ausgeschieden

- Liam Ball
100 m Brust: im Vorlauf ausgeschieden
200 m Brust: im Vorlauf ausgeschieden

Frauen
- Ann O’Connor
100 m Brust: im Vorlauf ausgeschieden
200 m Brust: im Vorlauf ausgeschieden

- Vivienne Smith
100 m Schmetterling: im Vorlauf ausgeschieden
200 m Schmetterling: im Vorlauf ausgeschieden